# Iporchema
L'Ipòrchema è, nell'antica lirica greca, il canto corale, in cretico, accompagnato dalla danza, dalla cetra, dal flauto e anche dalla pantomima.
La tradizione attribuisce l'invenzione dell'iporchema a Taleta.
Originariamente connesso al culto di Apollo, divenne successivamente un elemento dei cori tragici.